# Scotophilus collinus
Scotophilus collinus és una espècie de ratpenat de la família dels vespertiliònids. Viu a Indonèsia, Malàisia i el Timor Oriental. Els seus hàbitats són els boscos primaris i secundaris. És una espècie en risc mínim, és a dir, no sembla que hi hagi cap amenaça significativa per a la seva supervivència. Es desconeix si S. collinus es troba en àrees protegides.